# Vincent Kosgei
Vincent Kiplangat Kosgei, né le 11 novembre 1985 est un athlète kényan, spécialiste du 400 mètres haies.

## Carrière
Son meilleur temps est de 49 s 36, réalisé lors des Jeux du Commonwealth le 10 octobre 2010. Il a terminé 4e des Championnats d'Afrique 2010 à Nairobi en 49 s 70.